# Jaume Utrillo Morlius
Jaume Utrillo Morlius (Reus, 17 de novembre de 1887 - 11 d'octubre de 1976) va ser un farmacèutic i periodista català.
Era fill de Josep Utrillo Morlius, propietari, de Barcelona i de Magdalena Morlius Vidal, de Reus. Es va llicenciar en farmàcia l'any 1911 a la Universitat de Barcelona i es va quedar a viure en aquella ciutat. Va formar part del «Cuerpo de Inspectores Farmacéuticos Municipales», creat l'any 1935, i es desplaçava per tot l'estat. La seva vinculació amb Reus va ser constant, i hi anava amb freqüència. Va col·laborar amb articles periodístics als periòdics locals Ciutat (1930), Las Circunstancias (1928), la Revista del Centro de Lectura, sobretot a la postguerra, i al Semanario Reus. L'any 1915 va publicar diversos articles ideològics al setmanari barceloní L'Avençada, portaveu del Partit Republicà Radical d'Alejandro Lerroux, i més tard, ja al 1930, es va apropar al socialisme, com indiquen alguns articles seus publicats a Las Circunstancias.
Era un bon conferenciant i va parlar a l'Ateneu Enciclopèdic Popular, al Cercle Cultural de Sant Andreu de Palomar, a l'Ateneu Barcelonès, a Madrid diverses vegades, i al Centre de Lectura de Reus en moltes ocasions. Va escriure també sobre temes de demografia, i va publicar articles sobre la immigració, on parla de l’èxode rural a Catalunya en tres articles amb el mateix títol: «El éxodo rural en Cataluña y zonas limítrofes: Reacciones de los centros nucleares», a la Revista internacional de Sociología, números 34 i 36 de l'any 1951 i número 38 de 1952. En els tres articles fa constar que era membre del «Cuerpo de Inspectores Farmacéuticos Municipales». Quan es va jubilar va fixar la residència a Reus, on va morir. Va deixar al Museu de Reus alguns mobles d'estil modernista de bona qualitat.